# Ехестрат
Ехестрат (дав.-гр. Ἐχέστρατος; д/н —бл. 870 до н. е.) — цар Спарти в близько 900 — 870 років до н. е. (за іншими хронологіями — 1054—1030/1024 або 1000—965 роки до н.е.)

## Життєпис
Син царя Агіса I. Відомостей про нього обмаль. Відомо, що за його панування Спарта вела війну з Кінурією, мешканці якої нападали на союзу спартанцям Арголіду. Кінурію було підкорено, а усіх дорослих чоловіків було виселено. Проте захоплення Кінурії невдовзі призвело до першої війни між Спартою і Аргосом, наслідком якою було збереження за спартанцями захопленої області.
Йому спадкував син Лабот.